# Raidujne, Novi Sanjarî
Raidujne (în ucraineană Райдужне) este un sat în comuna Suha Maiacika din raionul Novi Sanjarî, regiunea Poltava, Ucraina.

## Demografie
Componența lingvistică a localității Raidujne
     Ucraineană (99,31%)
Conform recensământului din 2001, majoritatea populației localității Raidujne era vorbitoare de ucraineană (99,31%), existând în minoritate și vorbitori de alte limbi.